# Marantochloa mildbraedii
Marantochloa mildbraedii là một loài thực vật thuộc họ Marantaceae. Loài này có ở Cameroon và Gabon. Môi trường sống tự nhiên của chúng là rừng ẩm vùng đất thấp nhiệt đới hoặc cận nhiệt đới. Chúng hiện đang bị đe dọa vì mất môi trường sống.